# John Joubert

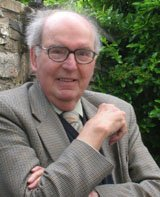
John Joubert

John Pierre Herman Joubert (Città del Capo, 20 marzo 1927 – Birmingham, 7 gennaio 2019) è stato un compositore britannico di origine sudafricana, in particolare di opere corali. Ha vissuto a Moseley, un sobborgo di Birmingham, in Inghilterra, per oltre 50 anni a partire dal 2017.

## Discografia
- Symphonie n° 1 op. 20, London Philharmonic Orchestra, Vernon Handley (Lyrita).
- The Instant Moment. Temps Perdu. Sinfonietta. English String Orchestra (Naxos).
- String Quartets 1-3, Brodsky Quartet (SOMM).
- The Hour Hand op. 101. Shropshire Hills, op. 155. Improvisation op. 120. Kontakion op. 69. The Rose is Shaken in the Wind op. 137. Six Poems by Emily Brontë op. 63 (Toccata Classics).
- Organ Music (Toccata Classics).
- Jane Eyre (Opera in two acts). Kenneth Woods (SOMM, 2016).
- South of the Line (Choral Music), Paul Spicer (SOMM, 2016).
- Organ Music (Toccata Classics).
- South of the Line (SOMM).
- Jane Eyre (SOMM).
- St Mark Passion (Resonus).